# Hectopsylla gemina
Hectopsylla gemina är en loppart som beskrevs av Jordan 1939. Hectopsylla gemina ingår i släktet Hectopsylla och familjen Tungidae. Inga underarter finns listade i Catalogue of Life.